# Рафинирование
Рафинирование (нем. raffinieren, от фр. raffiner «очищать») — очистка чего-либо от ненужных примесей.
Термин обычно используется для обозначения процесса очистки веществ, которые и так доступны в применимой форме, но будут ещё более полезны в чистом виде, без примесей. Например, натуральная нефть будет гореть и в своём естественном состоянии, но неэффективна как моторное топливо из-за наличия примесей и разнообразия характеристик составляющих её веществ.
Также часто имеется в виду получение из природных ресурсов и вовсе химически чистого вещества: например, использование кремния и других полупроводников в электронике зависит от точного контроля примесей, для чего разработано множество особых способов рафинирования.
Термин может включать и более радикальные преобразования, такие как переработка руды до получения металла (см. металлургия).

## Методы рафинирования
Рафинирование жидкостей часто достигается путём их дистилляции (См. также ректификация) или фракционирования. Рафинирование газа может быть осуществлено путём его охлаждения или сжатия до конденсации в жидкость. Многие вещества могут быть очищены с помощью растворителей, растворяющих либо их самих, либо их примеси. Многие твёрдые вещества могут быть очищены посредством выращивания кристаллов, потому как в регулярную структуру кристаллической решётки, как правило, легче включаются молекулы одного вещества, вытесняя при этом другие типы частиц. Также для удаления примесей и сбора чистого вещества используются и химические реакции, как самостоятельные, так и с помощью электричества (см. электролиз, гальванизация).

## Предметы рафинирования
Рафинируемые вещества:
- Спирт
- Металлы
- Сахар — путём особой обработки превращают в сахар-рафинад — песок или прессованный.
- Масла — превращение ароматного (обычно подсолнечного) растительного масла в очищенное или в масло без запаха (дезодорация).
- Нефть

и т. п.
Один из видов рафинирования металлов называется аффинажем.
Также термин применяется (возможно, в переносном смысле) и к нематериальным понятиям, характеризующимся чистотой и количеством примесей. Например:
- Рафинирование породы животных — достижение максимальной чистоты породы.
- Рафинированная интеллигенция.